# Мельничук Федір
Мельничук Федір Васильович (псевдо: «Гук», «Смутний»; 1915, Великі Загайці, Шумський район, Тернопільська область – 03.1946, на межі Радивилівського р-ну Рівненської обл. та Почаївського р-ну Тернопільської обл.) – Лицар Золотого хреста бойової заслуги УПА 2 класу.

## Життєпис
Народився у сім’ї селян Василя і Софії Мельничук. Освіта – 5 класів народної школи.
У роки першої більшовицької окупації арештований органами НКВС та ув’язнений. Вийшов на волю на початку німецько-радянської війни. Стрілець батальйону шуцманшафту в с. Білокриниці Кременецького р-ну (літо 1941 – весна 1943). Член ОУН із 1941 р. 
Організатор теренової сотні ОУН в рідних околицях, а відтак командир сотні УПА (1943-1946). 22.03.1946 р. тяжко поранений у бою з облавниками біля с. Батьків Радивилівського р-ну Рівненської обл. Невдовзі помер від ран. Місце поховання не відоме. Поручник УПА (24.04.1945).

## Нагороди
Згідно з Постановою УГВР від 6.06.1948 р. і Наказом Головного військового штабу УПА ч. 1/48 від 12.06.1948 р. поручник УПА, командир сотні УПА-Південь Федір Мельничук – «Гук» нагороджений Золотим хрестом бойової заслуги УПА 2 класу. 

## Вшанування пам'яті
13.04.2019 р. від імені Координаційної ради з вшанування пам’яті нагороджених Лицарів ОУН і УПА у м. Шумськ Тернопільської обл. Золотий хрест бойової заслуги УПА 2 класу (№ 009) переданий Євгенії Трифонюк, племінниці Федора Мельничука – «Гука». 